# 리엠 후세인
리엠 후세인(독일어: Riem Hussein, 1980년 7월 26일 ~ )은 독일의 팔레스타인계 전직 여자 축구 선수이자 축구 심판이다.

## 선수 경력
리엠 후세인은 2005년까지 여자 축구 선수로 활동했으며, 선수 시절 포지션은 공격수였다. MTV 볼펜뷔텔 소속으로 활동했던 2004-05 2. 프라우엔-분데스리가 시즌에서 18골을 기록했다.

## 심판 경력
리엠 후세인은 2005년에 독일 축구 연맹(DFB) 주관 대회 심판을 자격을 취득했으며, 2006년부터 프라우엔-분데스리가 심판으로 활동했다. 2007-08 여자 DFB-포칼 결승전에서는 부심으로 활동했고, 2008년부터는 독일의 남자 4부 축구 리그인 레기오날리가 심판으로 활동했다.
2009년에는 국제 축구 연맹(FIFA)으로부터 국제 심판 자격을 취득했으며, 2013년에는 독일 축구 연맹으로부터 올해의 여자 심판으로 선정되는 영예를 안았다. 2015-16 시즌에서는 독일의 남자 3부 축구 리그인 3. 리가 심판 자격을 취득했다.

### FIFA 여자 월드컵
2019년 FIFA 여자 월드컵
- 2019년 6월 9일:  브라질 -  자메이카 (C조)
- 2019년 6월 16일:  미국 -  칠레 (F조)
- 2019년 6월 22일:  노르웨이 -  오스트레일리아 (16강전)

### FIFA U-20 여자 월드컵
2016년 FIFA U-20 여자 월드컵
- 2016년 11월 16일:  조선민주주의인민공화국 -  브라질 (A조)
- 2016년 11월 25일:  미국 -  멕시코 (8강전)

### FIFA U-17 여자 월드컵
2018년 FIFA U-17 여자 월드컵
- 2018년 11월 14일:  캐나다 -  콜롬비아 (B조)
- 2018년 11월 20일:  남아프리카 공화국 -  브라질 (D조)
- 2018년 12월 1일:  뉴질랜드 -  캐나다 (3위 결정전)

### UEFA 유럽 여자 축구 선수권 대회
UEFA 여자 유로 2017
- 2017년 7월 20일:  네덜란드 -  덴마크 (A조)
- 2017년 7월 26일:  아이슬란드 -  오스트리아 (C조)

UEFA 여자 유로 2022
- 2022년 7월 11일:  잉글랜드 -  노르웨이 (A조)

## 개인 생활
리엠 후세인은 약사로도 근무하고 있다. 2009년에는 브라운슈바이크 공과대학교 철학박사 학위를 취득했다.